# Rudolf Diederichs

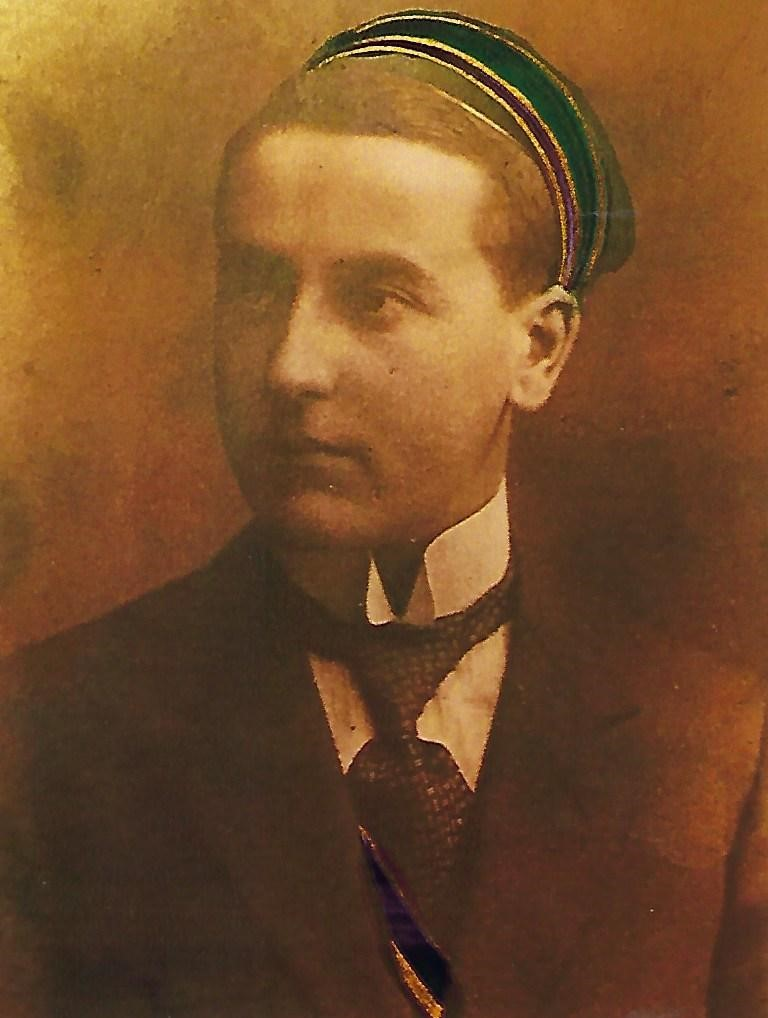
Rudolf Diederichs

Rudolf Diederichs (* 15. August 1899 in Northeim; † 1967 in München) war ein deutscher Bundesrichter.

## Leben
Diederichs ist der ältere Bruder von Georg Diederichs. Er studierte an der Georg-August-Universität Göttingen Rechtswissenschaft. 1919 wurde er im Corps Hercynia Göttingen recipiert. 1922 wurde er in Göttingen zum Dr. jur. promoviert. Seit dem 21. Oktober 1950 am Bundesfinanzhof, wurde er am 1. November 1963 zum Senatspräsidenten ernannt. Am 31. August 1967 wurde er pensioniert.